# 小幡文生

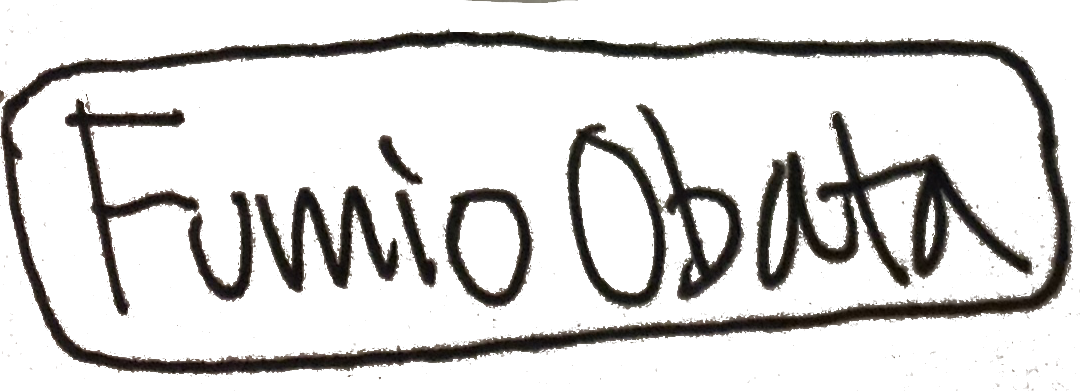
小幡文生

小幡 文生（おばた ふみお）は、日本の漫画家。当初はふんわりのペンネームで活動していたが、『HIGHER GROUND ハイアーグラウンド』の連載中に小幡 フミオに改名（『週刊漫画ゴラク』2008年10月24日発売号の掲載分より）、その後さらに現在のペンネームに改名した。
『シマウマ』は2016年に実写映画化された。

## 作品リスト
- 花引き ヴォルガ竹之丞伝（原作：小池一夫、竹書房、既刊1巻） ※「ふんわり」名義
- 殴者（原作：田中雄一郎、伴一彦、『漫画アクション』（双葉社）連載、上下巻） ※「ふんわり」名義
- 快男子SANIWA（原作：土屋ガロン、『漫画アクション』（双葉社）連載、全2巻） ※「ふんわり」名義
- NEWSMAN（原作：矢島正雄、『スーパージャンプ』（集英社）連載、全2巻） ※「ふんわり」名義
- 歯かけの恋 銀座の恋編（原作：かわさき健、実業之日本社、単巻） ※「ふんわり」名義
  - 歯かけの恋 新装版（原作：かわさき健（少年画報社）単巻） ※単行本は「小幡文生」名義[2]
- 春夏秋冬〈春〉（『月刊ヤングキング』（少年画報社）連載、全2巻） ※「ふんわり」名義
- HIGHER GROUND ハイアーグラウンド（『週刊漫画ゴラク』（日本文芸社）連載、全3巻） ※「小幡フミオ」名義
- ステゴロ（原作：俵家宗弖一、『ヤングキング』（少年画報社）連載、既刊1巻）
- SHIBUYA大戦争 ドリームキング外伝（キャラクターデザイン：柳内大樹、原作：俵家宗弖一、『月刊ヤングキング』（少年画報社）連載、全2巻）
- シマウマ（『ヤングキング』（少年画報社）連載、全22巻）
  - シマウマ外伝（『ヤングキング』、『YKルーキーズ』『ヤングキングBULL』（少年画報社）連載、単行本「シマウマ外伝 アカとキイヌ」「シマウマ外伝 シマウマ」「シマウマ外伝 廃品回収」「シマウマ外伝 再回収」各単巻）
- 予告犯 -THE COPYCAT-（原案：筒井哲也、ストーリー協力：宝生仁海、『ジャンプ改』→『週刊ヤングジャンプ』（集英社）連載、全3巻）[3]
- アンファミ（『ヤングキングBULL』（少年画報社）連載、全2巻）
- A.K.A（『ヤングキングBULL』（少年画報社）連載、全1巻）
- イヌノサバキ 警視庁違法薬物撲滅課（原作：久慈希跡、『グランドジャンプむちゃ』『グランドジャンプ』（集英社）連載、全4巻）
『シャブ刑事 警視庁違法薬物撲滅課』の題名で『グランドジャンプむちゃ』2021年5月号から[4]同年11月号まで連載の後、改題・リニューアルして『グランドジャンプ』2022年2号から移籍連載[5]、また『むちゃ』連載分を改題後の題名で第1巻として単行本化[6]。
- オトナノススメ（『グランドジャンプ』（集英社）連載、既刊3巻）
- バダス bad ass（『ヤングキングBULL』（少年画報社）連載、既刊1巻）